# Apocyclops dimorphus
Apocyclops dimorphus – gatunek widłonoga z rodziny Cyclopidae. Opisał go w 1934 roku niemiecki zoolog Friedrich Kiefer, nadając mu nazwę Cyclops dimorphus.